# 161e méridien ouest
En géographie, le 161e méridien ouest est le méridien joignant les points de la surface de la Terre dont la longitude est égale à 161° ouest.

## Géographie

### Dimensions
Comme tous les autres méridiens, la longueur du 161e méridien correspond à une demi-circonférence terrestre, soit 20 003,932 km. Au niveau de l'équateur, il est distant du méridien de Greenwich de 17 922 km,.
Avec le 19e méridien est, il forme un grand cercle passant par les pôles géographiques terrestres.

### Régions traversées
En commençant par le pôle Nord et descendant vers le sud au pôle Sud, Le 161e méridien ouest passe par:
| Coordonnées           | Pays, territoire ou mer | Notes |
| --------------------- | ----------------------- | --- |
| 90° 00′ N, 161° 00′ O | Océan Arctique          | |
| 71° 37′ N, 161° 00′ O | Mer des Tchouktches     | |
| 70° 21′ N, 161° 00′ O | États-Unis              | Alaska |
| 64° 51′ N, 161° 00′ O | Mer de Bering           | Baie de Norton (en) |
| 64° 33′ N, 161° 00′ O | États-Unis              | Alaska |
| 64° 15′ N, 161° 00′ O | Mer de Bering           | Norton Sound - passe juste à l'est de l'Île Besboro, Alaska, États-Unis (à 64° 07′ N, 161° 17′ O)                                                               |
| 63° 37′ N, 161° 00′ O | États-Unis              | Alaska — continent et l'Île Hagemeister |
| 58° 33′ N, 161° 00′ O | Mer de Bering           | Baie de Bristol |
| 56° 01′ N, 161° 00′ O | États-Unis              | Alaska — Îles Kudobin (en) et la Péninsule d'Alaska |
| 55° 26′ N, 161° 00′ O | Océan Pacifique         | Passe juste à l'ouest de l'île Unga, Alaska, États-Unis (à 55° 19′ N, 160° 51′ O) Passe juste à l'est de l'atoll Rakahanga, Îles Cook (à 10° 01′ S, 161° 04′ O) |
| 10° 22′ S, 161° 00′ O | Îles Cook               | Atoll Manihiki |
| 10° 26′ S, 161° 00′ O | Océan Pacifique         | |
| 60° 00′ S, 161° 00′ O | Océan Austral           | |
| 78° 02′ S, 161° 00′ O | Antarctique             | Dépendance de Ross, Liste des territoires revendiqués par la Nouvelle-Zélande                                                                                   |